# سكردو
سكردو (الأردية: اسکردو
, بالتي: སྐརདུ་་
 من التبتية: སྐར་རྡོ་ وتنطق سكار ردو ومعناها النيزك الحجري) هي مدينة وعاصمة منطقة سكردو ‏ في جيلجيت-بالتستان في باكستان. عرض المدينة 2 كم تقريبًأ وطولها5 كم .وادي سكردو يقع عند  التقاء نهري السند و شگر.[1] وتقع المدينة على ارتفاع يقارب 2500م. وتحوطها جبال بنية اللون ارتفاعها أكثر من 8000 متر
القريبة.

## تاريخها

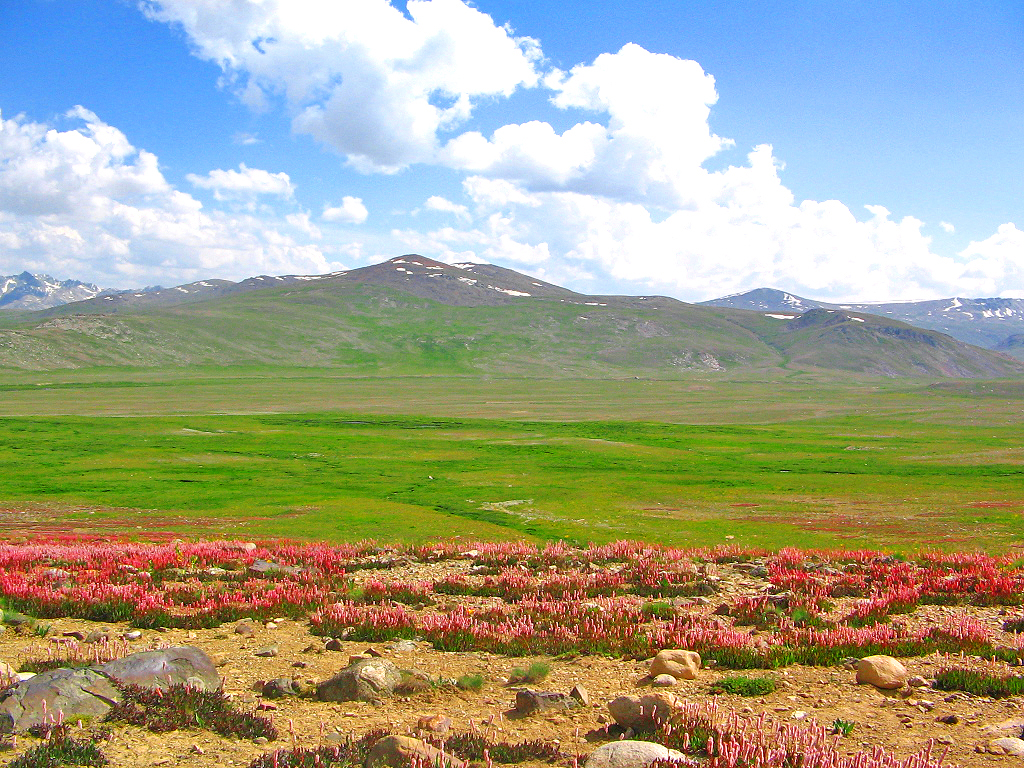
هضبة ديوساي في سكردو

## السياحة

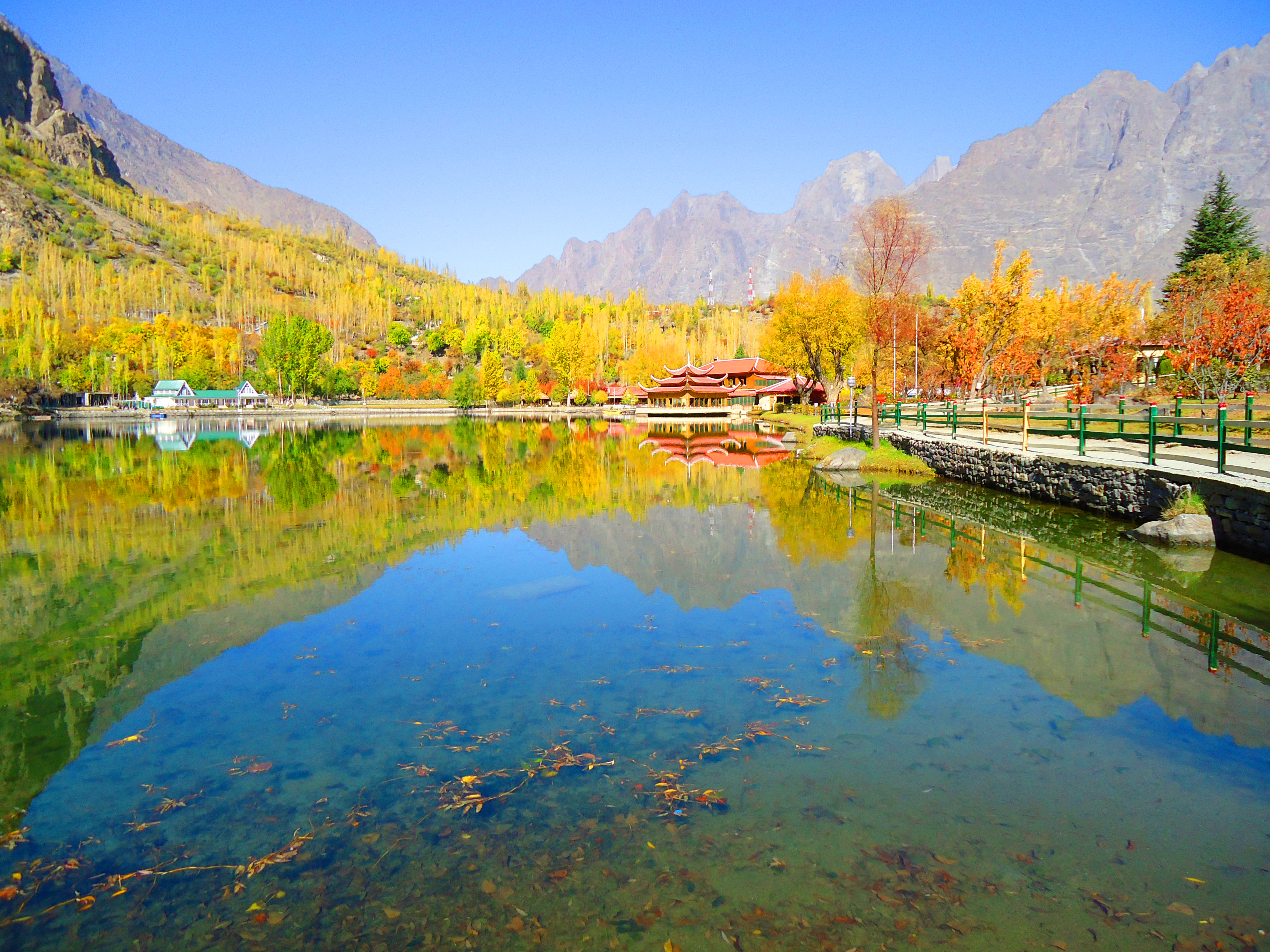
منتجع شانغريلا

## جوها

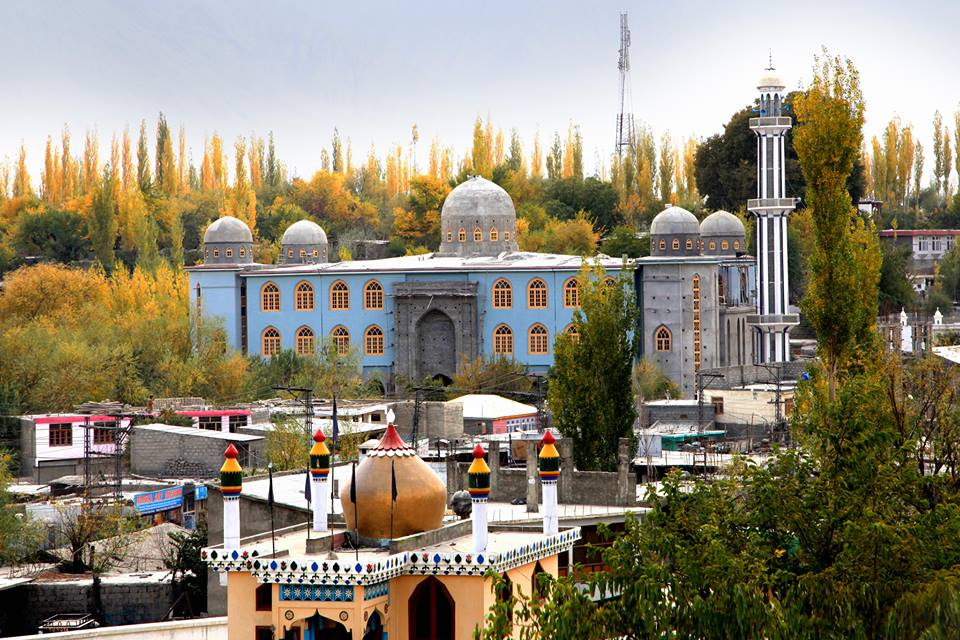
المسجد الجامع في سكردو

## النقل

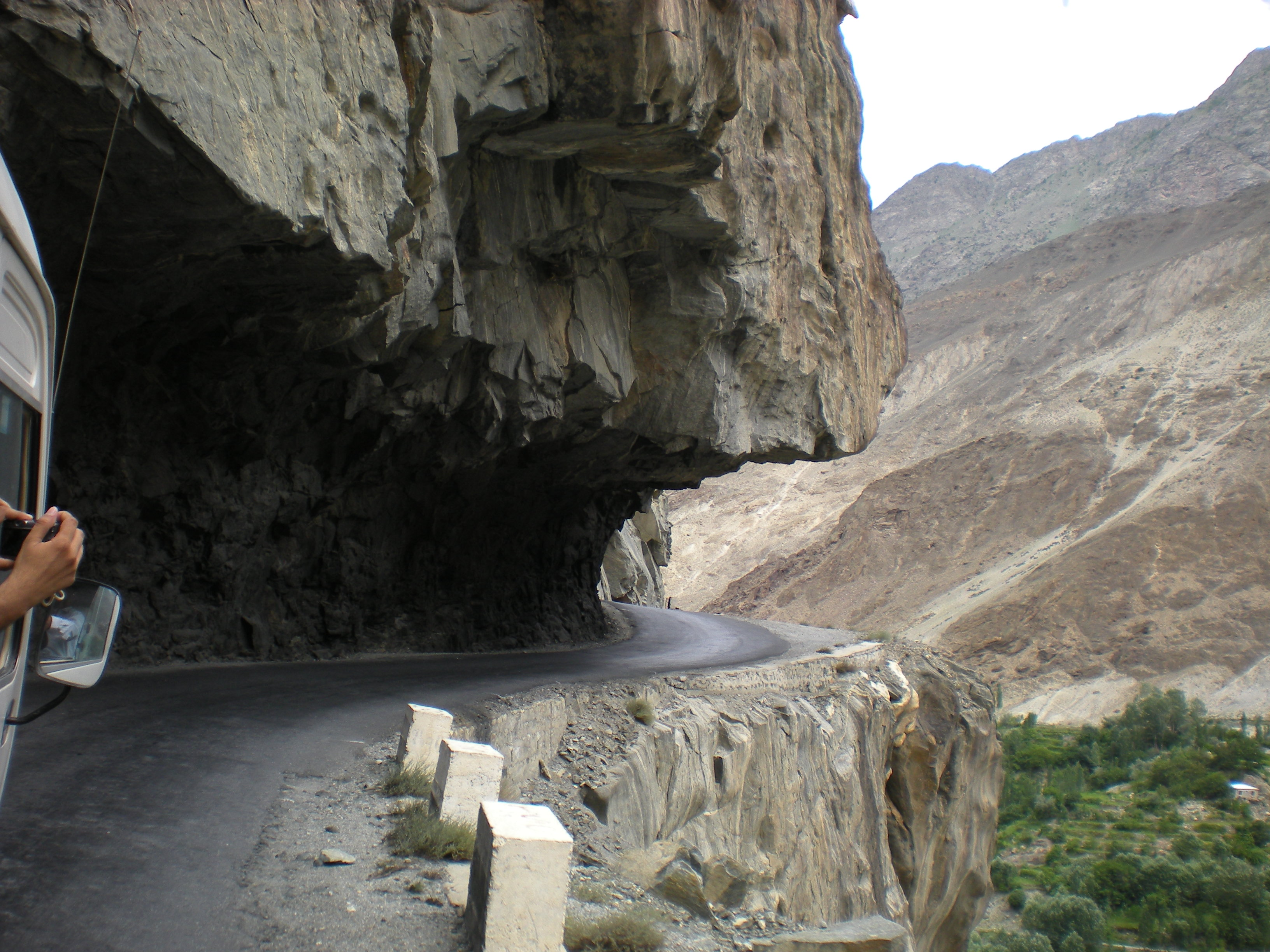
مناظر مذهلة على طول طريق جيلجيت-سكاردو

## سد ساتبارا
سد ساتبارا
تم افتتاح مشروع تطوير سد ساتبارا على بحيرة ساتبارا في عام 2003. وتم الانتهاء منه في عام 2011. ويقع على بعد 6 كم (4 ميل) جنوب مدينة سكاردو وعلى ارتفاع 2700 متر (8900 قدم) فوق متوسط مستوى سطح البحر. المصدر الرئيسي للمياه هو ذوبان الجليد من سهول ديوساي خلال موسم الصيف.
والمشروع متعدد الأغراض، حيث سينتج 17.36 ميجاوات من توليد الطاقة الكهرومائية، وري 15000 فدان (61 كم 2 ) من الأراضي، وسيوفر 13 مكعبًا من مياه الشرب يوميًا لمدينة سكاردو.

## حصن سكردو (حصن خرفوكو )

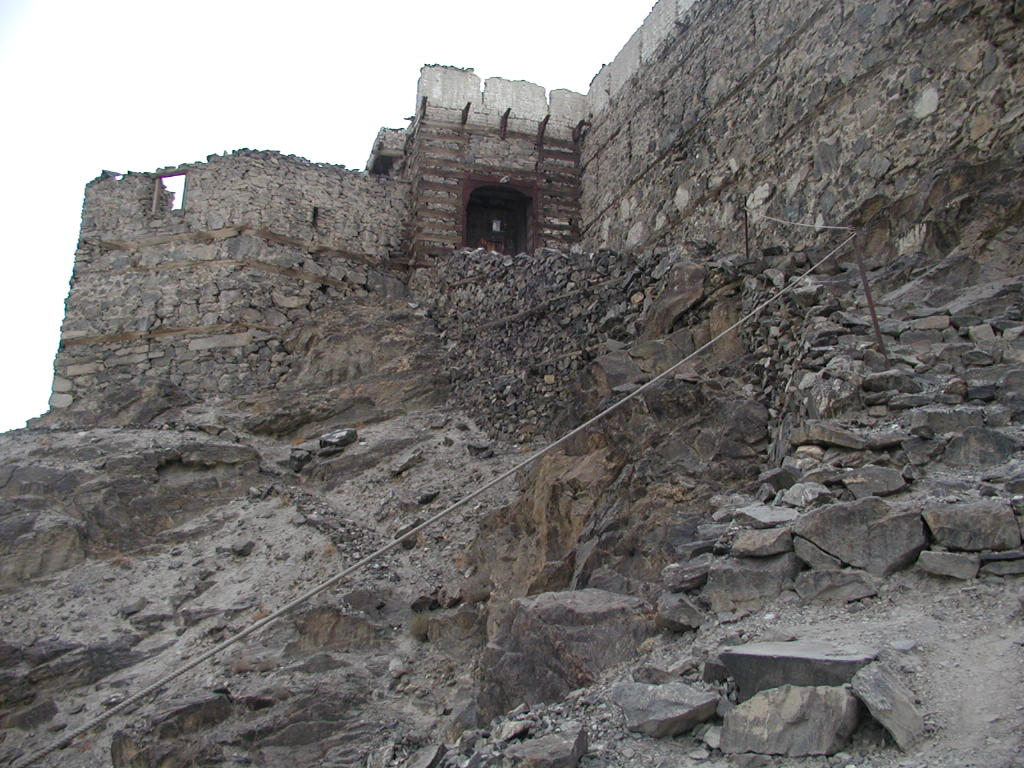
مدخل إلى حصن سكردو

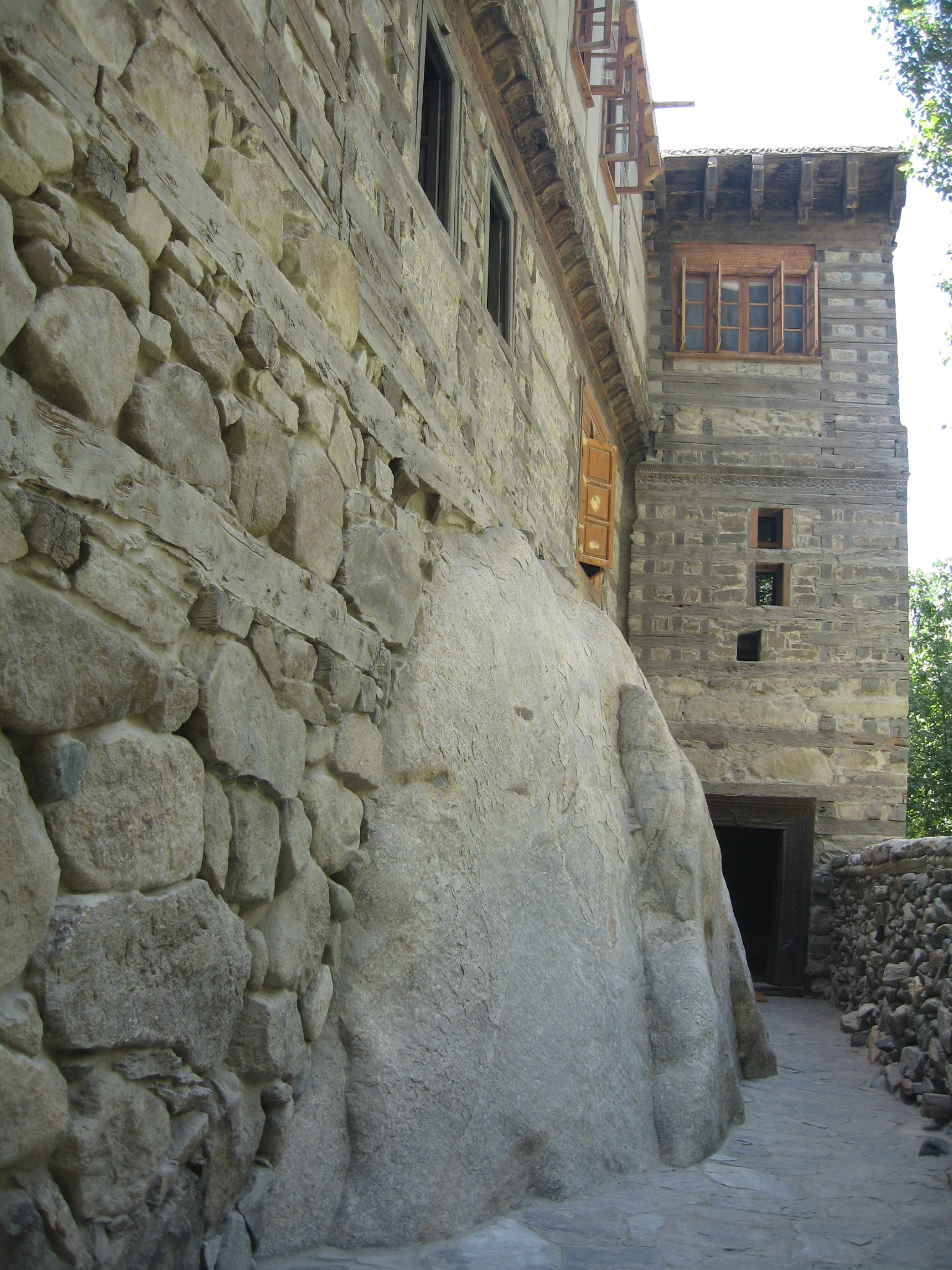
Shigar فورت

## بحيرات سكردو

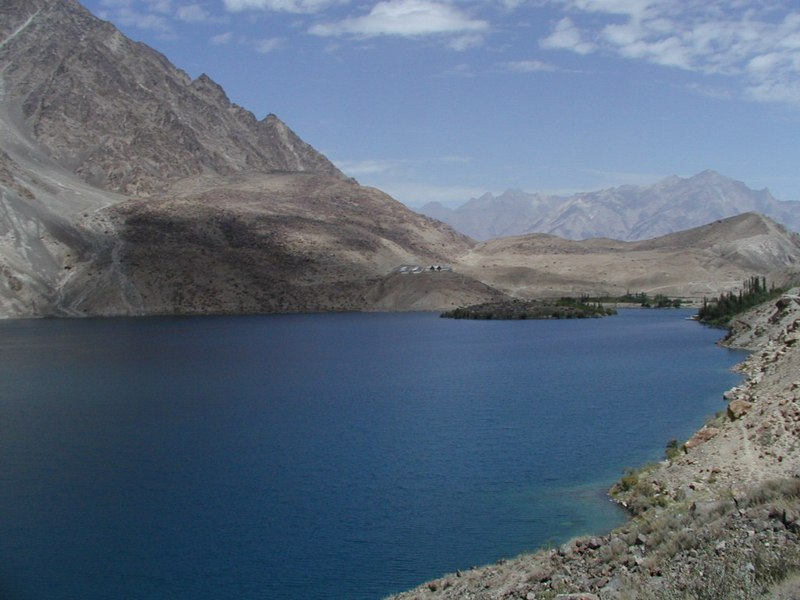
بحيرة ساتبارا في عام 2002

هناك ثلاثة بحيرات في محيط سكاردو. منها بحيرة ساتبارا وكاجورا

## توأمة
لسكردو اتفاقيات توأمة مع:
- كورتينا دامبيدزو